# Середня Ляга
Середня Ля́га або Шерля́га (рос. Средняя Ляга) — річка в Республіці Комі, Росія, права притока річки Печора. Протікає територією Троїцько-Печорського району.
Річка бере початок із болота Піджнюр, протікає на південний захід, південь, південний захід та захід.
На правому березі середньої течії знаходиться колишнє селище Мартовка.
Притоки:
- ліві — Лягавож, Куниця-Йоль (Куниця-Єль)